# Burni Goh
Burni Goh är ett berg i Indonesien.   Det ligger i provinsen Aceh, i den västra delen av landet, 1 600 km nordväst om huvudstaden Jakarta. Toppen på Burni Goh är 1 116 meter över havet.
Terrängen runt Burni Goh är lite bergig.  Trakten runt Burni Goh är nära nog obefolkad, med mindre än två invånare per kvadratkilometer. Det finns inga samhällen i närheten. I omgivningarna runt Burni Goh växer i huvudsak städsegrön lövskog.